# 康克清
康克清（1912年9月7日—1992年4月22日），原名康桂秀，女，江西万安人，中国共产党、中华人民共和国政治人物，原副国级领导人。朱德的最后一任妻子。

## 生平
出生在江西省万安县罗塘乡一个贫苦渔民家，因生于八月而取名桂秀。1926年加入共青团，任乡妇协会秘书。1928年9月，康克清加入红军。1929年于江西南方与朱德结婚，小朱德26岁，無子女。1931年加入中国共产党。
在文化大革命中“頂撞”毛澤東，被軟禁，文革後獲平反。曾任中国人民政治协商会议全国委员会副主席，中华全国妇女联合会主席、名誉主席，宋庆龄基金会会长。
1983年嚴打時，朱德的孫子朱国华因强奸、玩弄女性数十人将处死刑，有关部门向康克清通报情况后，她表示“王子犯法，与庶民同罪”。
1989年12月，罗马尼亚共产党领导人齐奥赛斯库被捕，在得知此事后，康克清极为震惊，从此一病不起。1992年4月22日在北京逝世，骨灰盒安放在八宝山革命公墓骨灰堂中一室朱德骨灰盒旁。

## 著作
- 《蔡畅 邓颖超 康克清 妇女解放问题文选》，1988年人民出版社
- 《康克清回忆录》2011年中国妇女出版社
- 康克清自述，《女英自述》第四篇，1988年11月江西人民出版社。回忆指挥地方游击队作战、救护伤员、保护士兵等。

## 荣誉

### 外国勋章奖章
- 王后大十字勋章（柬埔寨，1964年10月5日于北京颁发[8]）